# Hubertus Heil
Wolfgang-Hubertus Heil (ur. 3 listopada 1972 w Hildesheimie) – niemiecki polityk, działacz Socjaldemokratycznej Partii Niemiec (SPD), w latach 2005–2009 i w 2017 jej sekretarz generalny, poseł do Bundestagu, w latach 2018–2025 minister pracy i spraw społecznych.

## Życiorys
Studiował nauki polityczne oraz socjologię na Universität Potsdam i na Fernuniversität in Hagen. W 1988 wstąpił do Socjaldemokratycznej Partii Niemiec. Pracował w landtagu Brandenburgii. Dołączył do organizacji pracowniczej Arbeiterwohlfahrt i związku zawodowego IG Metall. W 1998 po raz pierwszy został wybrany do Bundestagu. Z powodzeniem ubiegał się o reelekcję w wyborach w 2002, 2005, 2009, 2013, 2017, 2021 i 2025.
Obejmował funkcję wiceprzewodniczącego frakcji SPD. W latach 2005–2009 i ponownie w 2017 zajmował stanowisko sekretarza generalnego swojego ugrupowania. W obu przypadkach rezygnował po słabym wyniku wyborczym socjaldemokratów.
W marcu 2018 został ministrem pracy i spraw społecznych w czwartym rządzie Angeli Merkel. Pozostał na tym stanowisku także w utworzonym w grudniu 2021 gabinecie Olafa Scholza. Urząd ten sprawował do maja 2025.